# Soupisky hokejových reprezentací na MS 2016
Mistrovství světa v ledním hokeji 2016 elit se zúčastnilo celkem 16 národních týmů. Každý tým musí mít na soupisce nejméně 15 bruslařů (útočníků a obránců) a dva brankáře, a nanejvýš 22 bruslařů a tři brankáře.

## Týmové statistiky
| Tým        | Přehled statistik | Seznam IIHF |
| ---------- | ----------------- | ----------- |
| Česko      | Zde               | Zde         |
| Dánsko     | Zde               | Zde         |
| Kazachstán | Zde               | Zde         |
| Lotyšsko   | Zde               | Zde         |
| Norsko     | Zde               | Zde         |
| Rusko      | Zde               | Zde         |
| Švédsko    | Zde               | Zde         |
| Švýcarsko  | Zde               | Zde         |

| Tým       | Přehled statistik | Seznam IIHF |
| --------- | ----------------- | ----------- |
| USA       | Zde               | Zde         |
| Bělorusko | Zde               | Zde         |
| Finsko    | Zde               | Zde         |
| Francie   | Zde               | Zde         |
| Kanada    | Zde               | Zde         |
| Maďarsko  | Zde               | Zde         |
| Německo   | Zde               | Zde         |
| Slovensko | Zde               | Zde         |

- Kanada

Prvních 18 hráčů nominovala kanadská hokejová federace 11. dubna 2016.
- Finsko

Trenér Kari Jalonen nominoval na šampionát 1. května 2016 celkem 25 hráčů.
- Rusko

Trenér domácího celku Oļegs Znaroks nominoval na šampionát 4. května 2016 celkem 28 hráčů. Na soupisku bude zapsáno jedna dvacet hokejistů, přičemž čtyři zbylá místa si trenér ponechá na případné posily z NHL.

## Medailisté

### Soupiska kanadského týmu
- Hlavní trenér: Bill Peters
- Asistent trenéra:

| 4  | Ú | Taylor Hall       | Edmonton Oilers       |
| 5  | O | Cody Ceci         | Ottawa Senators       |
| 6  | O | Ryan Ellis        | Nashville Predators   |
| 7  | O | Mike Matheson     | Portland Pirates      |
| 8  | O | Christopher Tanev | Vancouver Canucks     |
| 9  | Ú | Matt Duchene – A  | Colorado Avalanche    |
| 10 | O | Ben Hutton        | Vancouver Canucks     |
| 11 | Ú | Brendan Gallagher | Montreal Canadiens    |
| 14 | O | Matt Dumba        | Minnesota Wild        |
| 16 | Ú | Max Domi          | Arizona Coyotes       |
| 19 | Ú | Derick Brassard   | New York Rangers      |
| 23 | Ú | Sam Reinhart      | Buffalo Sabres        |
| 24 | Ú | Corey Perry –     | Anaheim Ducks         |
| 27 | O | Ryan Murray       | Columbus Blue Jackets |
| 31 | B | Calvin Pickard    | Colorado Avalanche    |
| 33 | B | Cam Talbot        | Edmonton Oilers       |
| 38 | Ú | Boone Jenner      | Columbus Blue Jackets |
| 44 | O | Morgan Rielly     | Toronto Maple Leafs   |
| 55 | Ú | Mark Scheifele    | Winnipeg Jets         |
| 61 | Ú | Mark Stone        | Ottawa Senators       |
| 63 | Ú | Brad Marchand     | Boston Bruins         |
| 90 | Ú | Ryan O'Reilly – A | Buffalo Sabres        |
| 97 | Ú | Connor McDavid    | Edmonton Oilers       |

### Soupiska finského týmu
- Hlavní trenér: Kari Jalonen
- Asistent trenéra: Ville Peltonen

| 1  | B | Juuse Saros        | Nashville Predators        |
| 2  | O | Ville Pokka        | Chicago Blackhawks         |
| 4  | O | Tommi Kivisto      | Avtomobilist Jekatěrinburg |
| 5  | O | Lasse Kukkonen – A | Oulun Kärpät               |
| 6  | O | Topi Jaakola       | Jokerit                    |
| 7  | O | Esa Lindell        | Dallas Stars               |
| 9  | Ú | Mikko Koivu –      | Minnesota Wild             |
| 19 | B | Mikko Koskinen     | SKA Petrohrad              |
| 20 | Ú | Sebastian Aho      | Oulun Kärpät               |
| 24 | Ú | Jani Lajunen       | Tappara                    |
| 28 | O | Anssi Salmela      | Brynäs IF                  |
| 29 | Ú | Patrik Laine       | Tappara                    |
| 32 | B | Niklas Bäckström   | Calgary Flames             |
| 36 | Ú | Jussi Jokinen – A  | Florida Panthers           |
| 37 | Ú | Mika Pyörälä       | Oulun Kärpät               |
| 38 | O | Juuso Hietanen     | HK Dynamo Moskva           |
| 40 | Ú | Jarno Koskiranta   | SKA Petrohrad              |
| 41 | Ú | Antti Pihlström    | CSKA Moskva                |
| 51 | Ú | Tomi Sallinen      | Djurgårdens IF Hockey      |
| 55 | O | Atte Ohtamaa       | Jokerit                    |
| 56 | Ú | Teemu Pulkkinen    | Detroit Red Wings          |
| 61 | Ú | Aleksander Barkov  | Florida Panthers           |
| 64 | Ú | Mikael Granlund    | Minnesota Wild             |
| 71 | Ú | Leo Komarov        | Toronto Maple Leafs        |
| 96 | Ú | Mikko Rantanen     | Colorado Avalanche         |

### Soupiska ruského týmu
- Hlavní trenér: Oļegs Znaroks
- Asistent trenéra: Harijs Vītoliņš

| 7  | Ú | Ivan Tělegin        | CSKA Moskva            |
| 8  | Ú | Alexandr Ovečkin    | Washington Capitals    |
| 9  | O | Viktor Antipin      | Metallurg Magnitogorsk |
| 10 | Ú | Sergej Mozjakin – A | Metallurg Magnitogorsk |
| 13 | Ú | Pavel Dacjuk –      | Detroit Red Wings      |
| 16 | Ú | Sergej Plotnikov    | Arizona Coyotes        |
| 22 | O | Nikita Zajcev       | CSKA Moskva            |
| 23 | Ú | Roman Ljubimov      | CSKA Moskva            |
| 26 | O | Vjačeslav Vojnov    | SKA Petrohrad          |
| 27 | Ú | Artěmij Panarin     | Chicago Blackhawks     |
| 30 | B | Igor Šesťorkin      | SKA Petrohrad          |
| 31 | B | Ilja Sorokin        | CSKA Moskva            |
| 39 | Ú | Stepan Sannikov     | HK Sibir Novosibirsk   |
| 40 | Ú | Sergej Kalinin      | New Jersey Devils      |
| 52 | Ú | Sergej Širokov      | SKA Petrohrad          |
| 53 | O | Alexej Marčenko     | Detroit Red Wings      |
| 63 | Ú | Jevgenij Dadonov    | SKA Petrohrad          |
| 72 | B | Sergej Bobrovskij   | Columbus Blue Jackets  |
| 73 | O | Maxim Čudinov       | SKA Petrohrad          |
| 74 | O | Alexej Jemelin      | Montreal Canadiens     |
| 77 | O | Anton Bělov         | SKA Petrohrad          |
| 81 | O | Dmitrij Orlov       | Washington Capitals    |
| 87 | Ú | Vadim Šipačov – A   | SKA Petrohrad          |
| 92 | Ú | Jevgenij Kuzněcov   | Washington Capitals    |
| 96 | Ú | Alexandr Burmistrov | Winnipeg Jets          |

### Soupiska amerického týmu
- Hlavní trenér: John Hynes
- Asistent trenéra: Todd Richards, David Quinn

| 1  | B | Keith Kinkaid     | New Jersey Devils      |
| 5  | O | Connor Murphy – A | Arizona Coyotes        |
| 6  | O | Chris Wideman     | Ottawa Senators        |
| 7  | Ú | J. T. Compher     | Michiganská univerzita |
| 10 | Ú | Jordan Schroeder  | Minnesota Wild         |
| 11 | Ú | Brock Nelson      | New York Islanders     |
| 14 | Ú | Tyler Motte       | Michiganská univerzita |
| 15 | O | Noah Hanifin      | Carolina Hurricanes    |
| 16 | O | Steve Santini     | Boston College         |
| 18 | Ú | Kyle Connor       | Michiganská univerzita |
| 19 | Ú | Patrick Maroon    | Edmonton Oilers        |
| 21 | Ú | Dylan Larkin      | Detroit Red Wings      |
| 23 | Ú | Matt Hendricks –  | Edmonton Oilers        |
| 24 | Ú | Hudson Fasching   | Buffalo Sabres         |
| 28 | Ú | Miles Wood        | Boston College         |
| 29 | O | Jake McCabe       | Buffalo Sabres         |
| 30 | B | Mike Condon       | Montreal Canadiens     |
| 31 | B | Thatcher Demko    | Boston College         |
| 34 | Ú | Auston Matthews   | ZSC Lions              |
| 48 | Ú | Vince Hinostroza  | Chicago Blackhawks     |
| 55 | O | David Warsofsky   | New Jersey Devils      |
| 71 | Ú | Nick Foligno – A  | Columbus Blue Jackets  |
| 72 | Ú | Frank Vatrano     | Boston Bruins          |
| 76 | O | Brady Skjei       | New York Rangers       |

### Soupiska českého týmu
- Hlavní trenér: Vladimír Vůjtek
- Asistent trenéra: Josef Jandač, Jiří Kalous, Jaroslav Špaček
- Trenér brankářů: Petr Jaroš

| 5  | O | Jakub Jeřábek      | HC Škoda Plzeň             |
| 6  | O | Michal Kempný – A  | Avangard Omsk              |
| 10 | Ú | Roman Červenka – A | Fribourg-Gottéron          |
| 12 | Ú | Radek Faksa        | Dallas Stars               |
| 14 | Ú | Tomáš Plekanec –   | Montreal Canadiens         |
| 16 | Ú | Michal Birner      | Bílí Tygři Liberec         |
| 22 | Ú | Lukáš Kašpar       | HC Slovan Bratislava       |
| 24 | O | Petr Zámorský      | Örebro HK                  |
| 26 | Ú | Martin Zaťovič     | HK Lada Toljatti           |
| 29 | O | Jan Kolář          | Amur Chabarovsk            |
| 33 | B | Pavel Francouz     | Traktor Čeljabinsk         |
| 35 | B | Matěj Machovský    | HC Škoda Plzeň             |
| 38 | B | Dominik Furch      | Avangard Omsk              |
| 41 | Ú | Tomáš Filippi      | Metallurg Magnitogorsk     |
| 42 | Ú | Petr Koukal        | Avtomobilist Jekatěrinburg |
| 43 | Ú | Jan Kovář          | Metallurg Magnitogorsk     |
| 45 | O | Radim Šimek        | Bílí Tygři Liberec         |
| 47 | O | Michal Jordán      | Carolina Hurricanes        |
| 52 | O | Milan Doudera      | HC Oceláři Třinec          |
| 62 | Ú | Michal Řepík       | Bílí Tygři Liberec         |
| 79 | Ú | Tomáš Zohorna      | Amur Chabarovsk            |
| 84 | O | Tomáš Kundrátek    | HC Slovan Bratislava       |
| 88 | Ú | David Pastrňák     | Boston Bruins              |
| 90 | Ú | Robert Kousal      | Metallurg Novokuzněck      |
| 96 | Ú | Richard Jarůšek    | Mountfield HK              |

### Soupiska švédského týmu
- Hlavní trenér: Pär Mårts
- Asistent trenéra: Peter Popovic, Johan Tornberg

| 4  | O | Mattias Ekholm      | Nashville Predators   |
| 5  | O | Adam Larsson        | New Jersey Devils     |
| 6  | O | Oscar Fantenberg    | Frölunda HC           |
| 7  | Ú | Patrick Cehlin      | Rögle BK              |
| 10 | O | Johan Fransson      | Ženeva-Servette HC    |
| 13 | Ú | Mattias Ritola      | Skellefteå AIK        |
| 14 | Ú | Gustav Nyquist      | Detroit Red Wings     |
| 15 | Ú | Mattias Sjögren     | Ak Bars Kazaň         |
| 18 | Ú | Mikael Backlund – A | Calgary Flames        |
| 21 | Ú | Jimmie Ericsson –   | Skellefteå AIK        |
| 25 | B | Jacob Markström     | Vancouver Canucks     |
| 27 | Ú | Martin Lundberg     | Skellefteå AIK        |
| 28 | Ú | Johan Sundström     | Frölunda HC           |
| 29 | O | Erik Gustafsson – A | EHC Kloten            |
| 30 | B | Viktor Fasth        | CSKA Moskva           |
| 32 | O | Magnus Nygren       | Färjestad BK          |
| 35 | B | Joel Lassinantti    | Luleå HF              |
| 37 | Ú | John Norman         | Skellefteå AIK        |
| 41 | Ú | Alexander Wennberg  | Columbus Blue Jackets |
| 54 | O | Anton Lindholm      | Skellefteå AIK        |
| 56 | O | Erik Gustafsson     | Chicago Blackhawks    |
| 65 | Ú | André Burakovsky    | Washington Capitals   |
| 67 | Ú | Linus Omark         | Salavat Julajev Ufa   |
| 86 | Ú | Linus Klasen        | HC Lugano             |
| 87 | Ú | Robert Rosén        | Växjö Lakers HC       |

### Soupiska německého týmu
- Hlavní trenér: Marco Sturm
- Asistent trenéra: Michael Elmer, Geoff Ward

| 1  | B | Thomas Greiss         | New York Islanders   |
| 2  | O | Denis Reul            | Adler Mannheim       |
| 5  | O | Korbinian Holzer      | Anaheim Ducks        |
| 7  | O | Daryl Boyle           | EHC Red Bull Mnichov |
| 8  | Ú | Tobias Rieder         | Arizona Coyotes      |
| 9  | Ú | Jerome Flaake         | Hamburg Freezers     |
| 10 | O | Christian Ehrhoff – A | Chicago Blackhawks   |
| 12 | Ú | Brooks Macek          | Iserlohn Roosters    |
| 17 | Ú | Marcus Kink – A       | Adler Mannheim       |
| 29 | Ú | Leon Draisaitl        | Edmonton Oilers      |
| 31 | B | Felix Brückmann       | Grizzlys Wolfsburg   |
| 36 | Ú | Yannic Seidenberg     | EHC Red Bull Mnichov |
| 37 | Ú | Patrick Reimer        | Nürnberg Ice Tigers  |
| 43 | Ú | Gerrit Fauser         | Grizzlys Wolfsburg   |
| 50 | Ú | Patrick Hager         | Kölner Haie          |
| 51 | B | Timo Pielmeier        | ERC Ingolstadt       |
| 55 | Ú | Felix Schütz          | Rögle BK             |
| 57 | Ú | Marcel Goc –          | Adler Mannheim       |
| 74 | Ú | Dominik Kahun         | EHC Red Bull Mnichov |
| 81 | O | Torsten Ankert        | Kölner Haie          |
| 82 | O | Sinan Akdağ           | Adler Mannheim       |
| 87 | Ú | Philip Gogulla        | Kölner Haie          |
| 90 | O | Constantin Braun      | Eisbären Berlín      |
| 91 | O | Moritz Müller         | Kölner Haie          |
| 92 | Ú | Marcel Noebels        | Eisbären Berlín      |

### Soupiska dánského týmu
- Hlavní trenér: Jan Karlsson
- Asistent trenéra: Tomas Jonsson, Theis Møller, Flemming Green

| 4  | O | Mads Bødker         | SønderjyskE Ishockey      |
| 5  | O | Daniel Nielsen      | Herning Blue Fox          |
| 6  | O | Stefan Lassen       | Pelicans                  |
| 9  | Ú | Frederik Storm      | Malmö Redhawks            |
| 11 | Ú | Patrick Bjorkstrand | KHL Medveščak             |
| 12 | Ú | Mads Christensen    | EHC Red Bull Mnichov      |
| 13 | Ú | Morten Green –      | Nordsjælland Cobras       |
| 14 | Ú | Kirill Starkov      | HC Red Ice                |
| 17 | Ú | Nicklas Jensen      | Hartford Wolf Pack        |
| 20 | Ú | Mathias From        | Rögle BK                  |
| 22 | O | Markus Lauridsen    | AIK Ishockey              |
| 24 | Ú | Nikolaj Ehlers      | Winnipeg Jets             |
| 25 | O | Oliver Lauridsen    | Frölunda HC               |
| 28 | O | Emil Kristensen     | IK Oskarshamn             |
| 29 | Ú | Morten Madsen – A   | Hamburg Freezers          |
| 31 | B | Simon Nielsen       | Herning Blue Fox          |
| 32 | B | Sebastian Dahm      | Graz 99ers                |
| 36 | Ú | Jannik Hansen       | Vancouver Canucks         |
| 38 | Ú | Morten Poulsen      | Graz 99ers                |
| 39 | B | George Sørensen     | Frederikshavn White Hawks |
| 41 | O | Jesper Jensen – A   | Jokerit                   |
| 42 | Ú | Mikkel Aagaard      | Sudbury Wolves            |
| 48 | O | Nicholas Jensen     | Esbjerg Energy            |
| 50 | Ú | Mathias Bau Hansen  | Frederikshavn White Hawks |
| 81 | Ú | Lars Eller          | Montreal Canadiens        |

### Soupiska slovenského týmu
- Hlavní trenér: Zdeno Cíger
- Asistent trenéra: Miroslav Miklošovič, Ernest Bokroš

| 2  | O | Andrej Sekera –   | Edmonton Oilers      |
| 8  | O | Michal Sersen – A | HC Slovan Bratislava |
| 10 | Ú | Martin Réway – A  | Fribourg-Gottéron    |
| 13 | Ú | Tomáš Jurčo       | Detroit Red Wings    |
| 14 | O | Andrej Meszároš   | HK Sibir Novosibirsk |
| 15 | O | Ivan Švarný       | HC Slovan Bratislava |
| 21 | Ú | Peter Cehlárik    | Luleå HF             |
| 22 | Ú | Vladimír Dravecký | HC Oceláři Třinec    |
| 25 | Ú | Marek Viedenský   | HC Slovan Bratislava |
| 26 | O | Juraj Mikuš       | HC Sparta Praha      |
| 28 | Ú | Pavol Skalický    | HC Slovan Bratislava |
| 30 | B | Samuel Baroš      | HKM Zvolen           |
| 33 | B | Július Hudáček    | Örebro HK            |
| 41 | Ú | Patrik Lušňák     | HC Slovan Bratislava |
| 42 | B | Branislav Konrád  | HC Olomouc           |
| 51 | O | Dominik Graňák    | Rögle BK             |
| 52 | O | Martin Marinčin   | Toronto Maple Leafs  |
| 56 | Ú | Marko Daňo        | Winnipeg Jets        |
| 59 | Ú | Andrej Šťastný    | HC Slovan Bratislava |
| 61 | Ú | Marek Bartánus    | HC Košice            |
| 62 | O | Christián Jaroš   | Luleå HF             |
| 65 | Ú | Tomáš Marcinko    | HC Dynamo Pardubice  |
| 79 | Ú | Libor Hudáček     | Örebro HK            |
| 80 | Ú | Tomáš Hrnka       | HC Košice            |
| 83 | Ú | Martin Bakoš      | Bílí Tygři Liberec   |

### Soupiska norského týmu
- Hlavní trenér: Roy Johansen
- Asistent trenéra: Knut Jørgen Stubdal

| 4  | O | Johannes Johannessen     | Stavanger Oilers   |
| 6  | O | Jonas Holøs              | Färjestad BK       |
| 8  | Ú | Mathias Trettenes        | Stavanger Oilers   |
| 10 | O | Mattias Nørstebø         | Brynäs IF          |
| 11 | Ú | Andreas Stene            | Mora IK            |
| 12 | Ú | Michael Haga             | Örebro HK          |
| 14 | O | Dennis Sveum             | Stavanger Oilers   |
| 20 | Ú | Anders Bastiansen – A    | IK Frisk Asker     |
| 21 | Ú | Morten Ask               | Vålerenga Ishockey |
| 22 | Ú | Martin Røymark           | Färjestad BK       |
| 23 | O | Mats Trygg – A           | Lørenskog IK       |
| 24 | Ú | Andreas Martinsen        | Colorado Avalanche |
| 26 | Ú | Kristian Forsberg        | Stavanger Oilers   |
| 28 | Ú | Niklas Roest             | Sparta Warriors    |
| 29 | Ú | Robin Dahlstrøm          | Lørenskog IK       |
| 30 | B | Lars Haugen              | Färjestad BK       |
| 31 | B | Lars Volden              | Rögle BK           |
| 36 | Ú | Mats Zuccarello Aasen    | New York Rangers   |
| 40 | Ú | Ken André Olimb          | Düsseldorfer EG    |
| 42 | O | Henrik Ødegaard          | Lørenskog IK       |
| 46 | Ú | Mathis Olimb             | Jokerit            |
| 51 | Ú | Mats Rosseli Olsen       | Frölunda HC        |
| 55 | O | Ole-Kristian Tollefsen – | Färjestad BK       |
| 70 | B | Steffen Søberg           | Vålerenga Ishockey |
| 93 | Ú | Thomas Valkvae Olsen     | IK Frisk Asker     |

### Soupiska švýcarského týmu
- Hlavní trenér: Patrick Fischer
- Asistent trenéra: Felix Hollenstein, Reto von Arx

| 4  | O | Patrick Geering   | ZSC Lions              |
| 6  | O | Yannick Weber     | Vancouver Canucks      |
| 10 | Ú | Andres Ambühl –   | HC Davos               |
| 13 | O | Félicien Du Bois  | HC Davos               |
| 15 | Ú | Grégory Hofmann   | HC Lugano              |
| 16 | O | Raphael Diaz – A  | New York Rangers       |
| 19 | Ú | Reto Schäppi      | ZSC Lions              |
| 20 | B | Reto Berra        | Colorado Avalanche     |
| 22 | Ú | Nino Niederreiter | Minnesota Wild         |
| 29 | B | Robert Mayer      | Ženeva-Servette HC     |
| 32 | O | Noah Schneeberger | HC Davos               |
| 39 | B | Sandro Zurkirchen | HC Ambrì-Piotta        |
| 43 | Ú | Morris Trachsler  | ZSC Lions              |
| 53 | O | Christian Marti   | Lehigh Valley Phantoms |
| 56 | Ú | Dino Wieser       | HC Davos               |
| 58 | O | Eric Blum         | SC Bern                |
| 65 | Ú | Marc Wieser       | HC Davos               |
| 70 | Ú | Denis Hollenstein | EHC Kloten             |
| 77 | O | Robin Grossmann   | EV Zug                 |
| 82 | Ú | Simon Moser – A   | SC Bern                |
| 85 | Ú | Sven Andrighetto  | Montreal Canadiens     |
| 92 | Ú | Gaëtan Haas       | EHC Biel               |
| 93 | Ú | Lino Martschini   | EV Zug                 |
| 94 | Ú | Samuel Walser     | HC Davos               |
| 95 | Ú | Julian Walker     | HC Lugano              |

### Soupiska běloruského týmu
- Hlavní trenér: Dave Lewis
- Asistent trenéra: Oleg Antoněnko, Vladimir Bure, Jurij Fajkov, Craig Woodcroft

| 1  | B | Vitalij Koval       | CHK Neftěchimik Nižněkamsk |
| 2  | O | Kirill Gotovec      | Rockford IceHogs           |
| 8  | O | Ilja Šinkevič       | HK Dinamo Minsk            |
| 9  | O | Roman Djukov        | Junosť Minsk               |
| 13 | Ú | Sergej Drozd        | HK Dinamo Minsk            |
| 14 | O | Jevgenij Lisovec    | HK Dinamo Minsk            |
| 15 | Ú | Arťom Děmkov        | Šachtar Salihorsk          |
| 16 | Ú | Geoff Platt         | CSKA Moskva                |
| 17 | Ú | Alexej Kaljužnyj –  | HK Dinamo Minsk            |
| 18 | O | Kristian Chenkel    | Junosť Minsk               |
| 19 | Ú | Nikita Komarov      | HK Dinamo Minsk            |
| 23 | Ú | Andrej Stas         | CHK Neftěchimik Nižněkamsk |
| 25 | O | Oleg Jevenko        | Cleveland Monsters         |
| 26 | O | Nikita Ustiněnko    | HK Dinamo Minsk            |
| 35 | B | Kevin Lalande       | HK Dinamo Minsk            |
| 40 | B | Dmitrij Milčakov    | HK Dinamo Minsk            |
| 46 | Ú | Andrej Kosticyn – A | HK Soči                    |
| 61 | Ú | Andrej Stěpanov     | HK Dinamo Minsk            |
| 70 | Ú | Charles Linglet     | HK Dinamo Minsk            |
| 71 | Ú | Alexandr Pavlovič   | HK Dinamo Minsk            |
| 74 | Ú | Sergej Kosticyn     | Torpedo Nižnij Novgorod    |
| 77 | Ú | Alexandr Kitarov    | CHK Neftěchimik Nižněkamsk |
| 88 | Ú | Jevgenij Kovyršin   | Severstal Čerepovec        |
| 89 | O | Dmitrij Korobov – A | Atlant Mytišči             |
| 91 | Ú | Artur Gavrus        | HK Dinamo Minsk            |

### Soupiska lotyšského týmu
- Hlavní trenér: Leonīds Beresņevs
- Asistent trenéra: Ģirts Ankipāns, Kārlis Zirnis

| 1  | B | Jānis Kalniņš         | Alba Volán Székesfehérvár |
| 3  | O | Maksims Širokovs      | WSV Sterzing Broncos      |
| 5  | O | Edgars Siksna         | HK Saryarka Karaganda     |
| 8  | Ú | Aleksejs Širokovs     | Něfťanik Almetěvsk        |
| 11 | O | Kristaps Sotnieks     | Dinamo Riga               |
| 13 | O | Guntis Galvinš        | Dinamo Riga               |
| 16 | Ú | Kaspars Daugaviņš –   | Torpedo Nižnij Novgorod   |
| 18 | Ú | Rodrigo Ābols         | Portland Winterhawks      |
| 21 | Ú | Gunārs Skvorcovs      | Dinamo Riga               |
| 22 | O | Jānis Andersons       | HKM Zvolen                |
| 23 | O | Aleksandrs Jerofejevs | Dinamo Riga               |
| 24 | Ú | Miķelis Rēdlihs       | Dinamo Riga               |
| 25 | Ú | Andris Džeriņš        | Dinamo Riga               |
| 27 | O | Oskars Cibuļskis      | Dinamo Riga               |
| 28 | Ú | Zemgus Girgensons – A | Buffalo Sabres            |
| 29 | O | Ralfs Freibergs       | Toledo Walleye            |
| 30 | B | Elvis Merzļikins      | HC Lugano                 |
| 31 | B | Edgars Masaļskis      | HK Lada Toljatti          |
| 70 | Ú | Miks Indrašis         | Dinamo Riga               |
| 71 | Ú | Roberts Bukarts       | PSG Zlín                  |
| 79 | Ú | Vitalijs Pavlovs      | Dinamo Riga               |
| 87 | Ú | Gints Meija – A       | Dinamo Riga               |
| 91 | Ú | Ronalds Ķēniņš        | Vancouver Canucks         |
| 94 | Ú | Edgars Kulda          | Dinamo Riga               |
| 96 | Ú | Māris Bičevskis       | Dinamo Riga               |

### Soupiska francouzského týmu
- Hlavní trenér: Dave Henderson
- Asistent trenéra: Pierre Pousse

| 3  | O | Jonathan Janil               | Boxers de Bordeaux            |
| 7  | Ú | Yorick Treille               | Rouen Hockey Élite 76         |
| 9  | Ú | Damien Fleury – A            | Schwenninger Wild Wings       |
| 10 | Ú | Laurent Meunier –            | La Chaux-de-Fonds             |
| 12 | Ú | Valentin Claireaux           | KalPa                         |
| 18 | O | Yohann Auvitu                | HIFK Hockey                   |
| 20 | Ú | Eliot Berthon                | Ženeva-Servette HC            |
| 25 | Ú | Nicolas Ritz                 | Lillehammer IK                |
| 26 | O | Benjamin Dieudé-Fauvel       | Kalamazoo Wings               |
| 27 | Ú | Loïc Lampérier               | Rouen Hockey Élite 76         |
| 28 | Ú | Damien Raux                  | Rouen Hockey Élite 76         |
| 33 | B | Ronan Quemener               | Asplöven HC                   |
| 39 | B | Cristobal Huet               | Lausanne HC                   |
| 41 | Ú | Pierre-Édouard Bellemare – A | Philadelphia Flyers           |
| 42 | Ú | Julien Desrosiers            | Boxers de Bordeaux            |
| 46 | O | Grégory Beron                | Gothiques d'Amiens            |
| 49 | B | Florian Hardy                | Dornbirner EC                 |
| 57 | O | Teddy Trabichet              | Gap Rapaces                   |
| 62 | O | Florian Chakiachvili         | Rouen Hockey Élite 76         |
| 72 | Ú | Jordann Perret               | Brûleurs de Loups de Grenoble |
| 77 | Ú | Sacha Treille                | Rouen Hockey Élite 76         |
| 80 | Ú | Teddy Da Costa               | Vaasan Sport                  |
| 82 | Ú | Charles Bertrand             | Vaasan Sport                  |
| 90 | O | Maxime Moisand               | Epinal Dauphins               |
| 94 | Ú | Timothé Bozon                | St. John's IceCaps            |

### Soupiska maďarského týmu
- Hlavní trenér: Rich Chernomaz
- Asistent trenéra: Gergely Majoross, Diego Scandella, Tamás Sille, Viktor Tokaji

| 2  | Ú | Csaba Kovács    | Alba Volán Székesfehérvár  |
| 5  | O | Bence Stipsicz  | MAC Újbuda                 |
| 6  | O | Bence Szirányi  | Alba Volán Székesfehérvár  |
| 9  | Ú | András Benk     | Alba Volán Székesfehérvár  |
| 10 | Ú | Gergő Nagy      | Alba Volán Székesfehérvár  |
| 13 | Ú | Krisztián Nagy  | MAC Újbuda                 |
| 16 | Ú | Dániel Kóger    | Alba Volán Székesfehérvár  |
| 20 | Ú | István Sofron   | EC KAC                     |
| 21 | Ú | János Vas – A   | HC Slavia Praha            |
| 22 | Ú | Vilmos Galló    | Linköpings HC              |
| 25 | Ú | Bálint Magosi   | Diables Rouges de Briançon |
| 26 | O | Kevin Wehrs     | Alba Volán Székesfehérvár  |
| 28 | Ú | István Bartalis | Alba Volán Székesfehérvár  |
| 29 | B | Zoltán Hetényi  | Alba Volán Székesfehérvár  |
| 30 | B | Ádám Vay        | Debreceni Hoki Klub        |
| 31 | B | Miklós Rajna    | Alba Volán Székesfehérvár  |
| 36 | Ú | Csanád Erdély   | Sioux Falls Stampede       |
| 38 | Ú | Frank Banham    | Alba Volán Székesfehérvár  |
| 41 | Ú | Balázs Sebők    | KalPa                      |
| 42 | O | Márton Vas –    | HC Fassa                   |
| 52 | O | Jesse Dudás     | DVTK Jegesmedvék           |
| 55 | Ú | Andrew Sarauer  | Alba Volán Székesfehérvár  |
| 61 | O | István Mestyán  | MAC Újbuda                 |
| 65 | O | Kalvin Sagert   | DVTK Jegesmedvék           |
| 70 | O | Zsombor Garát   | MAC Újbuda                 |

### Soupiska kazašského týmu
- Hlavní trenér: Andrej Nazarov
- Asistent trenéra: Igor Kalyanin, Jevgenij Koreškov, Andrej Šajanov

| 1  | B | Pavel Polujektov      | Barys Astana          |
| 2  | O | Roman Savčenko        | Barys Astana          |
| 3  | O | Vječeslav Trjasunov   | Barys Astana          |
| 5  | O | Andrej Korabejnikov   | Toros Něftěkamsk      |
| 7  | O | Maxim Semjonov        | Barys Astana          |
| 9  | Ú | Nigel Dawes – A       | Barys Astana          |
| 15 | Ú | Maxim Chuďakov        | Barys Astana          |
| 17 | Ú | Michail Panšin        | Barys Astana          |
| 20 | B | Vitalij Kolesnik      | Lokomotiv Jaroslavl   |
| 22 | Ú | Roman Starčenko –     | Barys Astana          |
| 27 | Ú | Brandon Bochenski – A | Barys Astana          |
| 29 | Ú | Dmitri Grents         | Barys Astana          |
| 32 | B | Dmitrij Malgin        | Barys Astana          |
| 41 | Ú | Dustin Boyd           | Barys Astana          |
| 46 | O | Alexandr Lipin        | Barys Astana          |
| 49 | Ú | Alexandr Šin          | Kazzinc-Torpedo       |
| 52 | Ú | Ilja Solarjov         | Barys Astana          |
| 53 | Ú | Vladimir Markelov     | Arlan Kokshetau       |
| 62 | Ú | Vadim Krasnoslobodcev | Barys Astana          |
| 69 | O | Damir Lobanov         | Barys Astana          |
| 81 | Ú | Konstantin Puškarjov  | Barys Astana          |
| 87 | O | Artěmij Lakiza        | Barys Astana          |
| 88 | Ú | Jevgenij Rjmarev      | Kazzinc-Torpedo       |
| 91 | Ú | Nikita Ivanov         | HK Saryarka Karaganda |
| 94 | O | Daniar Kajrov         | Barys Astana          |

## Dresy jednotlivých mužstev
Náhledy

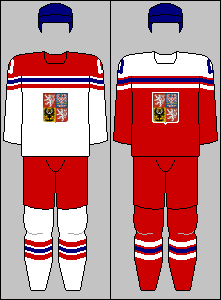
Česko
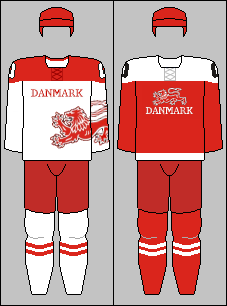
Dánsko
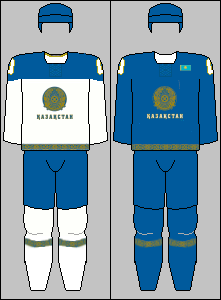
Kazachstán
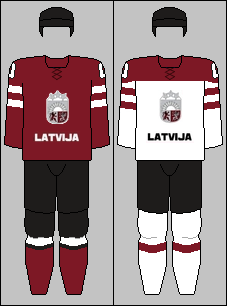
Lotyšsko
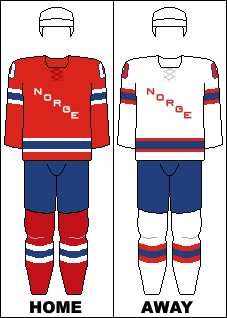
Norsko
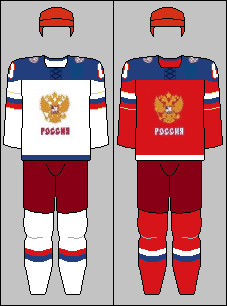
Rusko
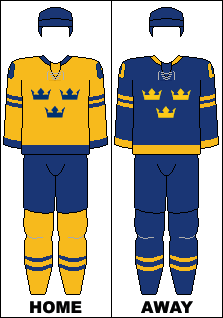
Švédsko
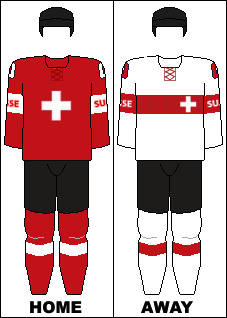
Švýcarsko

Náhledy

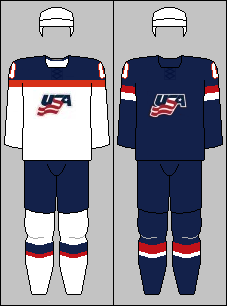
USA
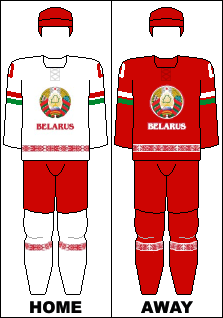
Bělorusko
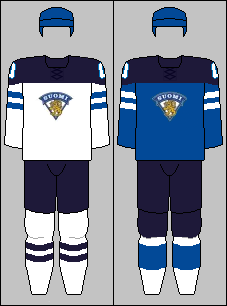
Finsko
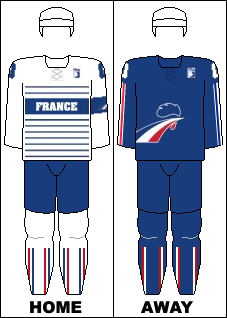
Francie
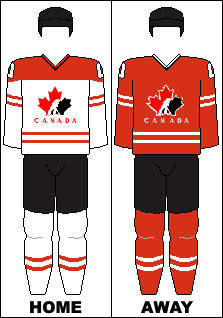
Kanada
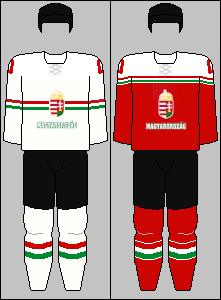
Maďarsko
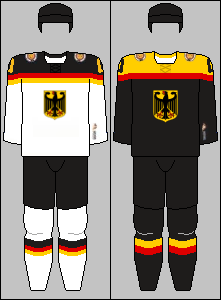
Německo
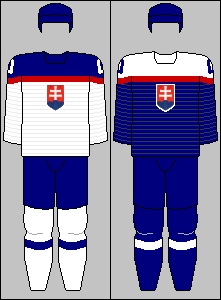
Slovensko